# الحديب
الحديب قرية سعودية، تتبع مركز بني سعد التابع لمحافظة الطائف في منطقة مكة المكرمة. تقع شرق الطائف بمسافة ( ) كم.